# Девід Маккінлі
Девід Беннет Маккінлі (англ. David Bennett McKinley; нар. 28 березня 1947, Вілінг, Західна Вірджинія) — американський політик-республіканець, член Палати представників США від 1-го округу штату Західна Вірджинія з 2011 р.
У 1969 р. закінчив Університет Пердью (штат Індіана), де отримав ступінь бакалавра інженерії. Працював інженером протягом 12 років, заснував власну фірму McKinley and Associates. З 1980 по 1994 рр. входив до Палати делегатів Західної Вірджинії. З 1990 по 1994 рр. також очолював Республіканську партію у своєму рідному штаті. У 1996 р. балотувався на посаду губернатора Західної Вірджинії, проте програв республіканські праймеріз.
Одружений, має чотирьох дорослих дітей і кілька онуків.